# التمرد الشيوعي في الفلبين
التمرد الشيوعي في الفلبين، هو صراع قائم بين حكومة الفلبين وجيش الشعب الجديد، الجناح العسكري للحزب الشيوعي الفلبيني-الماركسي اللينيني الماوي. يرتبط الصراع كذلك بالجبهة الوطنية الديمقراطية الفلبينية، وهي الجناح السياسي للحزب الشيوعي الفلبيني.
يُعتبر هذا الصراع أقدم تمرد شيوعي قائم في العالم، وهو أضخم الصراعات التي عصفت بالفلبين وأبرزها، مقارنة بتمرد حزب العمال الثوريين الماركسي اللينيني، وتمرديّ هوكبالاهاب والجيش الشعبي لتحرير كورديليرا اللذين حُلّا. بين الأعوام 1969 و 2008، سُجّل سقوط 43,000 قتيلًا في أعمال متعلقة بالتمرد.
يمكن تقفي جذور تاريخ تمرد الحزب الشيوعي الفلبيني، وجيش الشعب الجديد، والجبهة الوطنية الديمقراطية الفلبينية إلى 29 مارس من العام 1969، عندما دخل خوسيه ماريا سيسون المنتمي للحزب الشيوعي الفلبيني الوليد في تحالف مع مجموعة مسلحة بقيادة بيرنابي بوسكاينو. قبل ذلك، كانت جماعة بوسكانيو منضوية تحت الحزب الشيوعي الفلبيني (بي-كي-بي-1930)، ثم أُعيد تسمية الجماعة إلى «جيش الشعب الجديد» وأصبحت الجناح المسلح للحزب الشيوعي الفلبيني.
بعد أقل من عامين، فرض الرئيس الفلبيني فرديناند ماركوس قانون الطوارئ، وهو الأمر الذي دفع بالعديد من الشباب إلى أحضان التطرف، وأسهم في توسيع قاعدة الحزب الشيوعي وجيش الشعب الجديد.
في العام 1992، انقسم جيش الشعب الجديد إلى فصيلين: فصيل موالٍ يقوده سيسون، وفصيل معارض ينادي بتشكيل وحدات عسكرية أكبر وخوض حرب مدن. في نهاية المطاف ظهر 13 فصيلًا من الجماعة.
حتى العام 2002، تلقى جيش الشعب الجديد دعمًا هائلًا من خارج الفلبين، رغم أن التطورات اللاحقة دفعته إلى الاعتماد أكثر فأكثر على مصادر الدعم المحلية.

## خلفية الأحداث

### تأسيس الحزب الشيوعي الفلبيني
تأسس الحزب الشيوعي الفلبيني الأصلي (بي-كي-بي-1930) في العام 1930 من قِبل أعضاء حزب العمال الفلبيني والحزب الاشتراكي الفلبيني بمساعدة من الكومنترن. فيما بعد قاد الحزب الشيوعي الفلبيني-1930 تمرد هوكابلاهاب المقاوم لليابانيين في العام 1942 جنبًا إلى جنب مع حركة هوكابلاهاب. خلال الحرب العالمية الثانية، قاتلت تلك العصابات المسلحة ضد اليابانيين وضد غيرهم من المجموعات المسلحة. في السنوات التالية، راحت الفصائل الماوية تجمع نفسها في منظمات أكبر مثل منظمة كاباتانغ ماكابايان (الشباب الوطني) ومالايانغ كيلوسان نغ كابابايهان (الحركة المتحررة للمرأة الجديدة)، وتعقد جلسات تثقيف نظريّة في الماركسية اللينينية 
الماوية. انفصلت تلك المجموعات في نهاية الأمر عن الحزب الشيوعي الفلبيني الأصلي وأسست الحزب الشيوعي الفلبيني الماركسي اللينيني الماوي في العام 1968.

### تأسيس جيش الشعب الجديد
أسس خوسيه ماريا سيسون وبيرنابي بوسكاينو جيش الشعب الجديد كجناح مسلح للحزب الشيوعي الفلبيني الماركسي اللينيني الماوي. تخلت القيادة الماوية للحزب عن الأفكار الإصلاحية التي قادت الحزب الشيوعي الفلبيني-1930 إلى التعاون مع حكومة فرديناند ماركوس، وطبقت المبادئ الماوية الرامية إلى تأسيس دولة اشتراكية عبر الثورة الديمقراطية الجديدة من خلال خوض حرب شعبية. يُقدر القوام الأولي لجيش الشعب الجديد آنذاك بستين مقاتلًا و35 قطعة سلاح.

### تشكيل الجبهة الوطنية الديمقراطية
تأسست الجبهة الوطنية الديمقراطية في العام 1973 باعتبارها الجناح السياسي للحزب الشيوعي الفلبيني الماركسي اللينيني الماوي، وضمت طيفًا واسعًا من المنظمات الثورية التي قبلت ببرنامجها ذي الـ12 بندًا، وأسست علاقات دولية مع الأحزاب الشيوعية الدولية مثل الحزب الشيوعي الهندي الماوي، والحزب الشيوعي النيبالي الماوي.